# ماریام تومانیان
ماریام مارکوسی تومانیان (ارمنی: Մարիամ Մարկոսի Թումանյան؛ زادهٔ ۲۱ ژوئیهٔ ۱۸۷۰ - درگذشته ۱۹۴۷) یک نیکوکار و چهره فرهنگی اهل ارمنستان بود.

## زندگی‌نامه
Դոլուխանյան در ۲ اوت [سبک قدیمی: ۲۱ ژوئیه] ۱۸۷۰ در شوشی به دنیا آمد . وی عضو کمیته امدادی ارمنستان بود.  وی در ۱۹۴۵ یا ۱۹۴۷ در سن ۷۷ سالگی در تفلیس درگذشت.